# دیگه چه خبر!؟
دیگه چه خبر!؟ فیلمی به کارگردانی و نویسندگی تهمینه میلانی و تهیه‌کنندگی رضا بانکی، تهمینه میلانی و مهدی احمدی گرکانی ساخته سال ۱۳۷۰ است.
این فیلم در ۱ مهر ۱۳۷۱ در سینماهای ایران اکران شده است.

## خلاصه فیلم
رفتار و شوخی‌های فرشته، دانشجوی باهوش رشتهٔ ادبیات، موجب سوء تفاهم برای مسئولان دانشکده می‌شود. آن‌ها او را از تحصیل معلق می‌کنند. برادرش عباس، که به کار با کامپیوتر علاقه دارد، به او توصیه می‌کند که کاری پیدا کند. فرشته در یک شرکت انتشاراتی مشغول به کار می‌شود و عباس یک آدم آهنی به نام مبارک می‌سازد تا در کارهای خانه به او کمک کند.
فیلم "دیگه چه خبر!" داستان عشقی پر از چالش بین دو جوان به نام‌های "عباس" (با بازی دانیال حکیمی) و "فرشته" (با بازی ماهایا پطروسیان) را روایت می‌کند. عباس یک مخترع است که به تازگی یک ماشین به نام "مبارک" اختراع کرده است. این ماشین یک ربات هوش مصنوعی هست.

## تأثیرات و ارزیابی
"دیگه چه خبر!" به عنوان یکی از فیلم‌های موفق دهه ۱۳۷۰ ایران شناخته می‌شود و به عنوان یکی از اثرات مهم سینمای این دوره به حساب می‌آید. فیلم با مخاطبان خود ارتباط عمیقی ایجاد کرده و موضوعاتی مانند عشق، هنر، و تکنولوژی را با دقت مورد بررسی قرار داده است. ترکیب عناصر درام، عاشقانه، و کمدی در این فیلم به تأثیرگذاری آن در دهه ۱۳۷۰ کمک کرده و آن را یکی از آثار برجسته این دوره می‌سازد.

## بازیگران
- جهانگیر الماسی
- ماهایا پطروسیان
- دانیال حکیمی
- حمید جبلی
- پروین سلیمانی
- فرزانه نشاط‌خواه
- رشید اصلانی
- جعفر بزرگی
- زهره صفوی
- فرهاد حمیدی
- الناز فیروزآذر
- ناصر کاشی

## جشنواره‌ها
- تقدیر برای بهترین نقش اول زن (ماهایا پطروسیان) در دهمین دوره جشنواره فیلم فجر - ۱۳۷۰
- تقدیر برای بهترین نقش دوم زن (پروین سلیمانی) در دهمین دوره جشنواره فیلم فجر - ۱۳۷۰
- کاندیدا برای بهترین جلوه‌های ویژه میدانی و تصویری (رضا بانکی) در دهمین دوره جشنواره فیلم فجر - ۱۳۷۰